# Géophysique mathématique
La géophysique mathématique est une discipline qui est apparue au milieu du XXe siècle quand a été reconnu l’intérêt qu’il y avait de mettre en commun des méthodes mathématiques qui s’étaient développées indépendamment dans différentes branches de la géophysique.  Le groupe de travail sur la théorie géophysique fut fondé par V. Keilis-Borok en 1964. L’Union géodésique et géophysique internationale constitua par la suite une commission de géophysique mathématique qui tint en juin 2018 sa 32e conférence en Russie.

## Domaines

### Dynamique des fluides géophysiques
La dynamique des fluides géophysiques développe la théorie de la dynamique des fluides pour l'atmosphère, les océans et les mouvements internes de la Terre. Les applications comprennent la géodynamique et la théorie de la géodynamo.

### Théorie inverse de la géophysique
La théorie inverse de la géophysique travaille avec l'analyse géophysique de données pour obtenir les paramètres d'un modèle,. L'une des questions posées est : Que peut-on connaître de l'intérieur de la Terre à partir des mesures de surface? Généralement, même dans le cas idéal de données exactes, la connaissance des mouvements internes de la Terre est limitée.
Le but de la théorie inverse est de déterminer la distribution spatiale des variables (par exemple, la densité ou la vitesse des ondes sismiques). La distribution détermine les valeurs d'une quantité observable à la surface (par exemple, l'accélération gravitationnelle pour la densité).
Les applications comprennent le géomagnétisme, la magnétotellurique, la prospection électromagnétique et la sismologie.

### Fractales et complexité
La plupart des ensembles de données géophysiques ont un spectre qui suit une loi de puissance, ce qui signifie que la fréquence de la magnitude observée varie comme des puissances de la magnitude.

### Assimilation de données
L'assimilation de données combine les modèles numériques de systèmes géophysiques avec des observations qui peuvent être irrégulière en temps et en espace. La plupart des applications impliquent la dynamique des fluides géophysiques. Les modèles de la dynamique des fluides sont gouvernés par un ensemble d'équations différentielles aux dérivées partielles. Pour faire de bonnes prédictions, par ces équations, des conditions initiales précises sont nécessaires. Cependant, les conditions initiales ne sont pas souvent bien connues. Les méthodes d'assimilation de données permettent aux modèles d'incorporer des observations ultérieures pour améliorer les conditions initiales. L'assimilation de données joue un rôle de plus en plus important pour les prévisions météorologiques.

### Statistique géophysique
Certains problèmes statistiques s'inscrivent dans la rubrique de la géophysique mathématique, incluant la validation d'un modèle et la quantification des incertitudes.